# Armadillo de Burmeister
L'armadillo de Burmeister (Calyptophractus retusus) és una espècie d'armadillo de la subfamília dels clamiforins. Viu a l'Argentina, Bolívia i el Paraguai. Habita els matollars secs tropicals o subtropicals, o zones herboses seques baixes tropicals o subtropicals. Està amenaçat per la pèrdua d'hàbitat.
És l'única espècie del gènere Calyptophractus.